# Star Wars: Galaxy's Edge
Star Wars: Galaxy's Edge (litt. « Bordure de la galaxie ») est une zone thématique des parcs Disneyland en Californie et Disney's Hollywood Studios au Walt Disney World Resort en Floride. Elle est centrée sur la franchise cinématographique Star Wars de George Lucas. Se déroulant sur la planète Batuu, les éléments iconiques de la saga y sont reproduits. D'une taille de presque 6 ha, Star Wars: Galaxy's Edge inclut deux attractions, Millennium Falcon: Smugglers Run et Star Wars: Rise of the Resistance, en plus des installations habituelles comme les toilettes, les boutiques et les restaurants.

## Historique
Le 15 août 2015, lors du D23, Disney Parks annonce deux lands de 14 acres (56 656 m2) chacun dédiés à Star Wars à Disneyland en Californie et à Disney's Hollywood Studios en Floride,,,,. Le 26 décembre 2015, pour construire un Star Wars land, le parc Disneyland procède à la fermeture de 10 attractions et restaurants : Big Thunder Jamboree et BBQ (définitive), Disneyland Railroad et l'ensemble des Rivers of America (temporaire).
Le 11 janvier 2016, Disney dévoile une esquisse de la future berge des Rivers of America de Disneyland à la fin des travaux de Star Wars Land. Le 15 janvier 2016, Disney World annonce fermer plusieurs attractions du parc Disney's Hollywood Studios le 2 avril 2016 dont la Earffel Tower afin de faire de la place pour Star Wars Land et Toy Story Land,,. Le 14 avril 2016, Disney confirme le début de la construction de Star Wars Land à la fois en Floride et en Californie avec une image à 360°,.
Le 16 avril 2017, durant la Star Wars Celebration, Disney indique que Star Wars Land présentera une nouvelle planète de l'univers Star Wars de la Bordure extérieure avec deux attractions, l'une permettant de voler à bord du Faucon Millenium et l'autre où le visiteur devra aider la Résistance contre le Premier Ordre avec des TB-TTs grandeur nature tandis que l'attraction Star Tours: The Adventures Continue aura des scènes issues de Star Wars, épisode VIII : Les Derniers Jedi,.
Lors de la D23 2017 le 15 juillet 2017, le nom est dévoilé : Star Wars: Galaxy's Edge,. Le 28 juillet 2017, après 18 mois de fermeture pour construire Star Wars: Galaxy's Edge, les attractions Rivers of America et Disneyland Railroad rouvrent avec un nouveau paysage et un premier virage à gauche pour la voie de chemin de fer circulaire
Le 23 août 2017, la zone Star Wars: Galaxy's Edge à Disneyland passe l'étape de la construction de son point le plus élevé à 130 pieds (39,62 m) avec une cérémonie ouverte aux ouvriers et employés qui ont pu apposer leur dédicace sur la plus haute poutre métallique de l'édifice. La cérémonie similaire à Disney's Hollywood Studios a eu lieu le 26 décembre 2016. Le 17 novembre 2017, Disney dévoile le nom de la planète fictive utilisée comme décor pour la zone, Batuu dans la bordure extérieure.
Le 27 février 2018, Disney annonce la construction d'une zone dédiée à Star Wars au Parc Walt Disney Studios, l'ouverture est prévue entre 2022 et 2025,,. Le 29 mars 2018, nVidia et Epic Games annoncent que 8 processeurs Quadro P6000 seront utilisés pour faire tourner la simulation développée par Disney et ILMxLAB pour l'attraction dans laquelle le visiteur pilotera le Faucon Millenium.
En mai 2018, Trowbridge révèle le nom du village qui est représenté : Black Spire Outpost, qui est brièvement cité dans Solo: A Star Wars Story. Le 31 août 2018, la presse révèle que les deux zones devraient proposer un restaurant nommé Oga’s Cantina. Le 17 novembre 2018, Disney indique avoir demandé à John Williams de composer des musiques pour l'ambiance des zones Star Wars: Galaxy's Edge,.

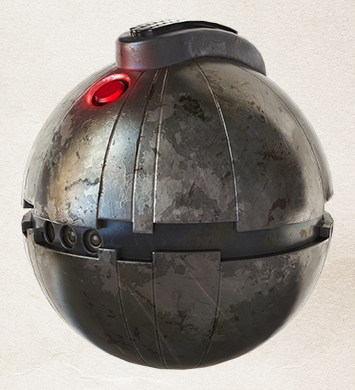
détonateur thermique donnant la forme aux canettes exclusives Coca-Cola.

Le 4 janvier 2019, Robert Iger annonce sur son compte Instagram l'ouverture de Star Wars: Galaxy's Edge pour juin à Disneyland et plus tard dans l'année à Disney's Hollywood Studios,. Le 7 mars 2019, Robert Iger annonce l'ouverture des zones Star Wars: Galaxy's Edge: Galaxy's Edge pour le 31 mai à Disneyland et le 29 août aux Disney's Hollywood Studios, dates d’ouvertures plus tôt que prévu,,,. Le 13 avril 2019, Disney Parks et Coca-Cola annoncent des canettes exclusives aux zones Star Wars: Galaxy's Edge pour le Coca-Cola, le Diet Coke, le Sprite et le Dasani avec des écritures en Aurebesh et de forme sphérique; mini droïde BB-8 ou détonateur thermique,.
La version Californienne a été inaugurée le 30 mai 2019 mais uniquement avec l'attraction Millennium Falcon: Smugglers Run, les restaurants et les boutiques, l'ouverture de la seconde attraction étant repoussée. Bob Iger, le créateur de Star Wars, George Lucas, et les acteurs Mark Hamill, Harrison Ford et Billy Dee Williams ont assisté à la cérémonie d'ouverture. Le land a été ouvert au public le lendemain, le 31 mai. À compter du 24 juin, un système de file d’attente virtuel est mis en place.[réf. nécessaire]
Le 19 juillet 2019, Disneyland annonce le millionième visiteur de l'attraction Millennium Falcon: Smugglers Run, soit près de 24 000 par jour. Le 30 août 2019, la TSA lève son interdiction sur les cannettes de Coca-Cola exclusives à Star Wars: Galaxy's Edge en forme de grenade.
En novembre 2019, la zone californienne reçoit un Thea Award for Outstanding Achievement dans la catégorie park land par la Themed Entertainment Association.
Lors de la convention D23 de 2024, il est annoncé que la zone thématique Star Wars qui devait être construite au parc Walt Disney Studios, est finalement consacrée à l'univers du Roi lion,.

## Localisations

### Disneyland

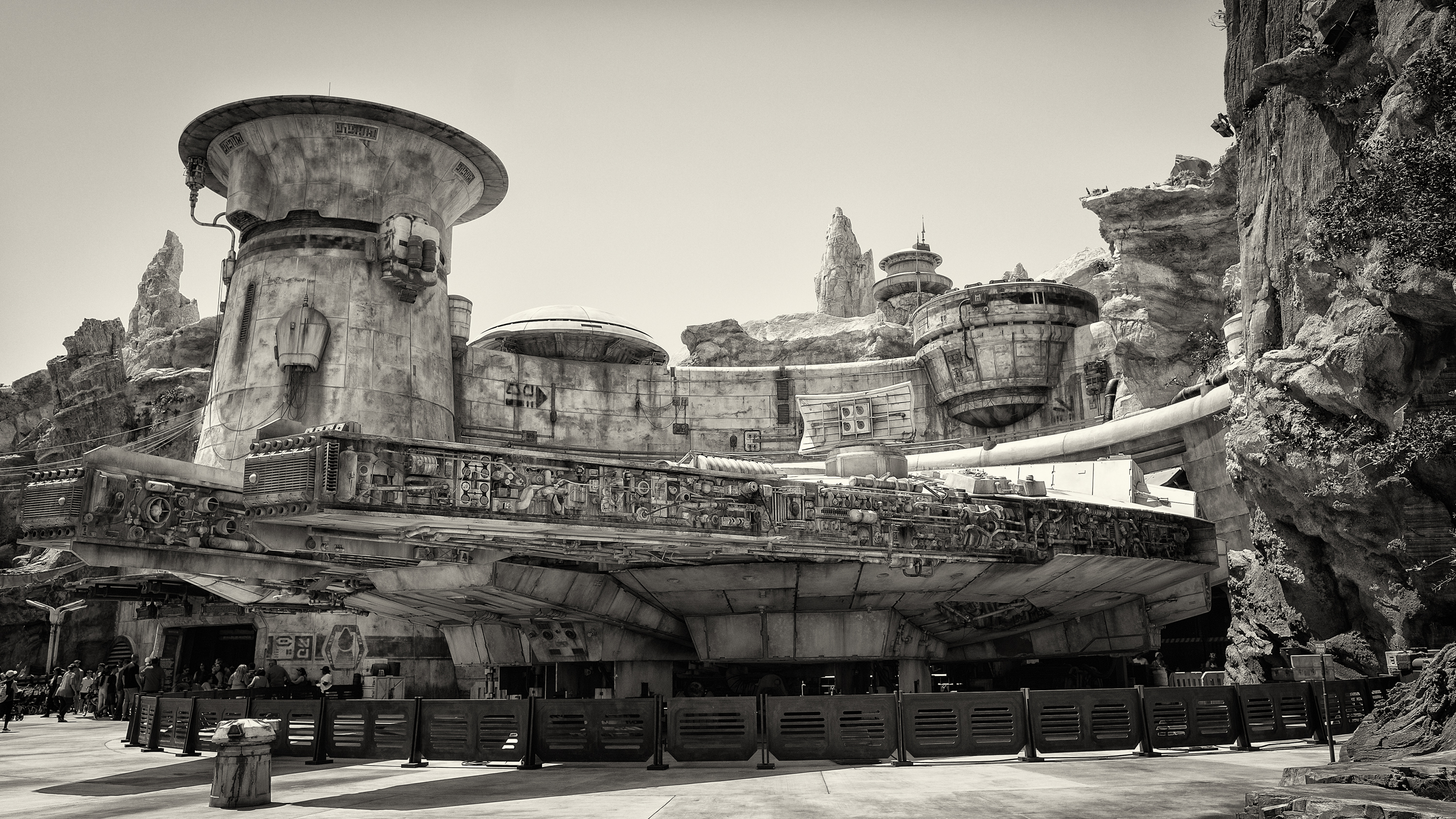
Réplique du Faucon Millenium.

À Disneyland, Galaxy's Edge est situé au nord de Frontierland, où se trouvaient le Big Thunder Ranch. À la suite de cette expansion, Disney a acheté des propriétés à proximité pour relocaliser les bureaux et les entrepôts qui se trouvaient sur le terrain.
Le 11 janvier 2016, plusieurs attractions de Frontierland et de Critter Country ont été fermées. Big Thunder Ranch a fermé en permanence, y compris l'espace multifonctionnel, le restaurant barbecue et le zoo pour enfants. D'autres attractions ont fermé temporairement, notamment le Disneyland Railroad et Rivers of America. Tom Sawyer Island a rouvert ses portes le 16 juin 2017 et Fantasmic! rouvrit le 17 juillet 2017. Le Disneyland Railroad, le bateau à vapeur Mark Twain, le voilier Columbia et les canoës Davy Crockett Explorer ont rouvert le 29 juillet.
La construction de Galaxy's Edge a permis de reconfigurer le tracé du chemin de fer Disneyland Railroad et de Rivers of America. Un premier aperçu de l'impact de ces modifications sur le parc a été révélé en janvier 2016, lors de la parution de dessins conceptuels décrivant la rive nord de la rivière après la construction. Le land a ouvert le 31 mai 2019.

### Disney's Hollywood Studios
Aux Disney's Hollywood Studios, Galaxy's Edge remplace la majorité des rues du parc dont Lights, Motors, Action!, Extreme Stunt Show et Honey, I Shrunk the Kids : Movie Set Adventure, qui a fermé le 2 avril 2016, ainsi que les façades arrière, les restaurants et les magasins environnants. Aux côtés de la légende de l'attraction Captain Jack Sparrow, précédemment fermée, Galaxy's Edge fera partie d'une expansion majeure du parc incluant Toy Story Land. Les parties restantes de Streets of America (contenant Muppet's Vision 3D) ont été rénovées pour devenir Grand Avenue et Grand Park, une rue à thème de Los Angeles. L'ouverture du land est prévu pour le 29 août 2019. La zone thématique est accompagnée par le Star Wars: Galactic Starcruiser.

## Attractions, commerces et restaurants

### Attractions

#### Millennium Falcon: Smugglers Run
Un simulateur de vol dans lequel les visiteurs peuvent piloter le Faucon Millenium.

#### Star Wars: Rise of the Resistance
L'attraction met les visiteurs au centre de la bataille entre le Premier Ordre (comprenant les stormtroopers du Premier Ordre) et la Résistance. L'attraction a ouvert ses portes le 5 décembre 2019 au Disney's Hollywood Studios et le 17 janvier 2020 au parc Disneyland.

### Commerces
- Savi’s Workshop : Création et achat d'un sabre laser personnalisable.
- Dok-Ondar’s Den of Antiquities : Artefacts Jedi ou Sith.
- Mubo’s Droid Depot : Création et achat de droïde personnalisable.
- Bina’s Creature Stall : Produit dérivé des créatures de la saga Star Wars.
- Toydarian Toyshop : Jouets et d'objets de collection fabriqués à la main.
- First Order Cargo : Produits du Premier Ordre.
- Resistance Supply : Articles de la Résistance.

### Restaurants
- Oga’s Cantina
- Docking Bay 7 Food and Cargo
- Ronto Roasters
- Kat Saka’s Kettle

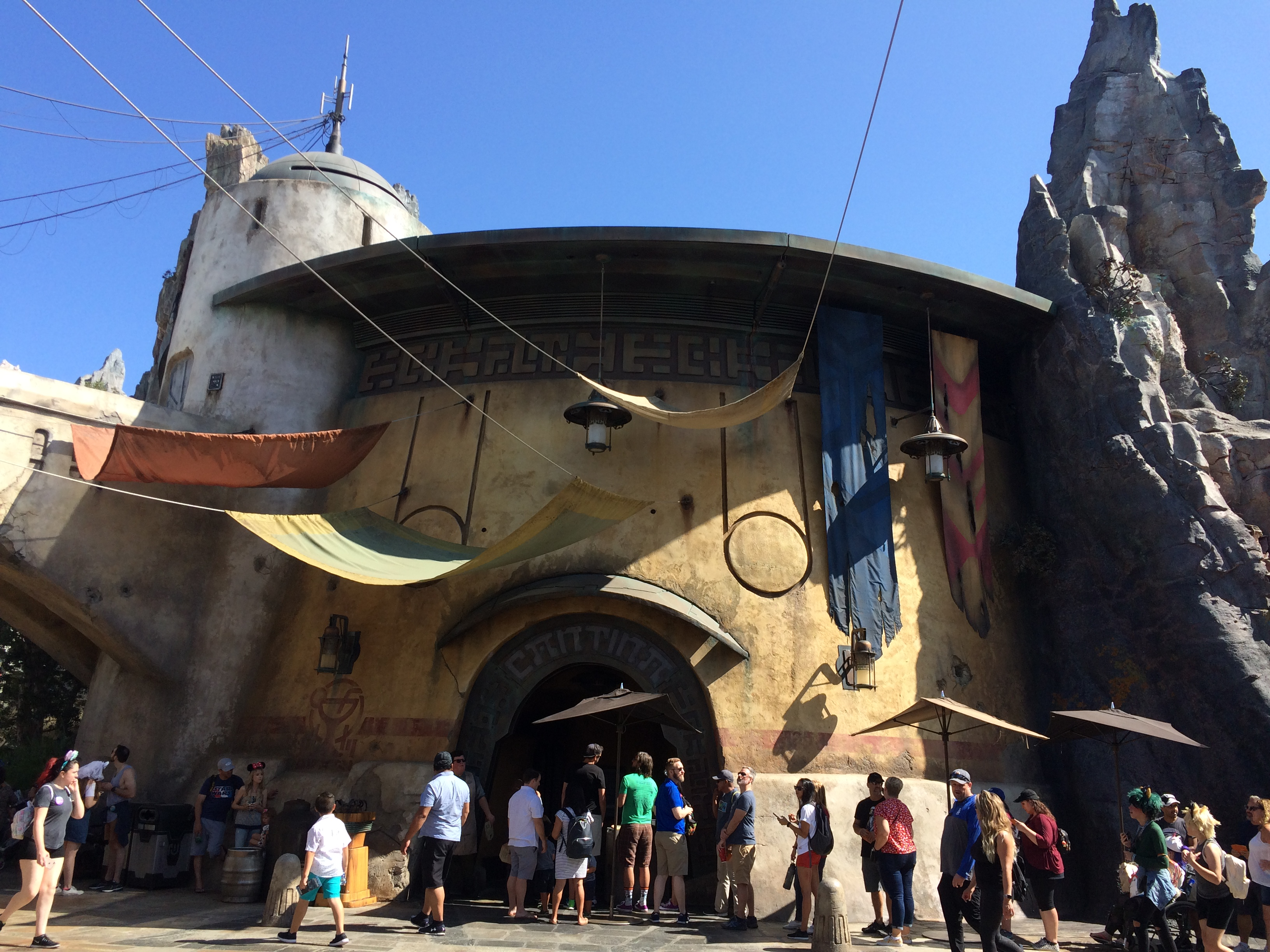
Oga's Cantina à Disneyland.

- The Milk Stand : Vente de lait bleu ou vert.

## Adaptation

### Jeux vidéo

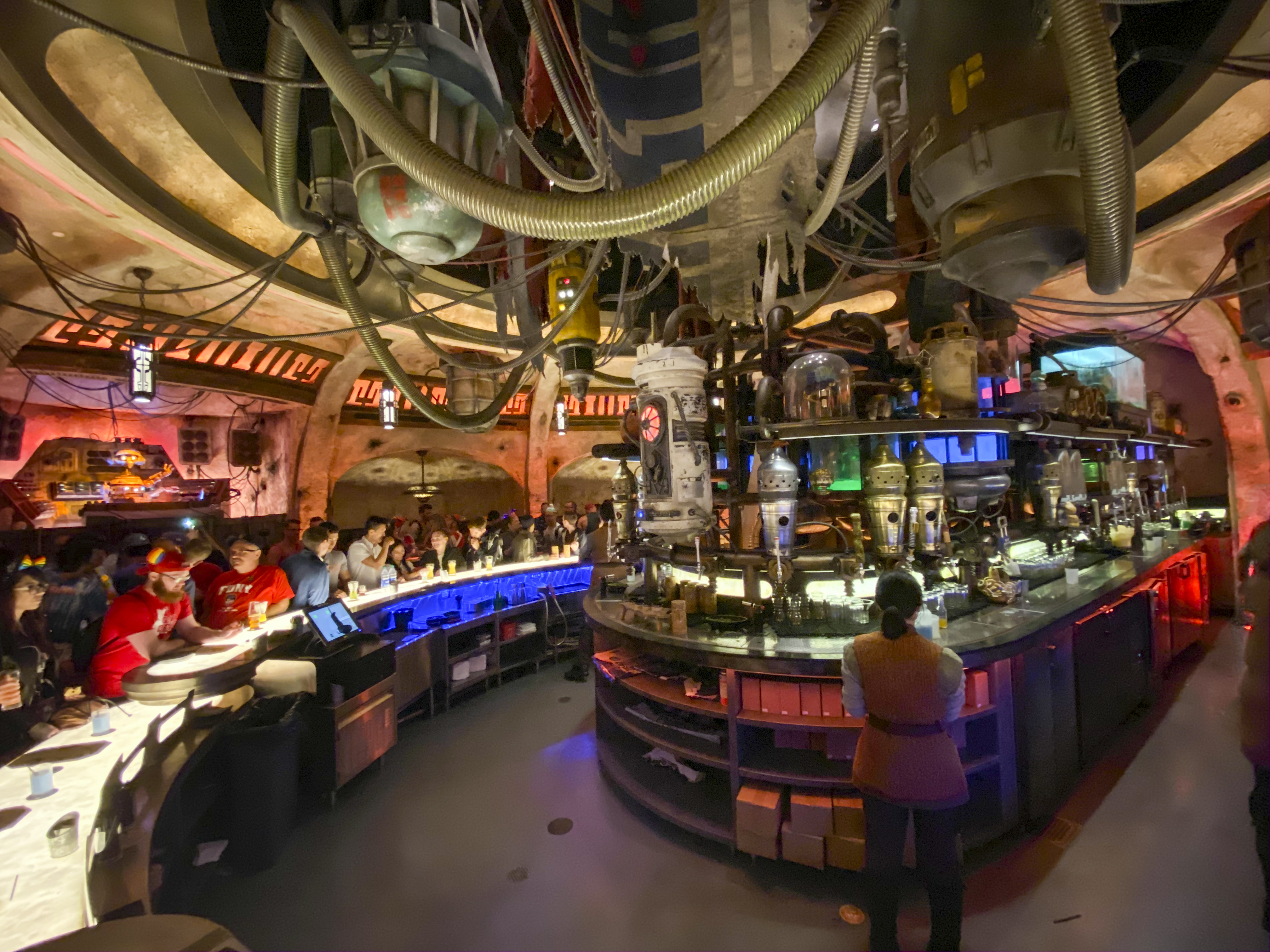
La Oga's Cantina à Star Wars: Galaxy's Edge peut être visitée dans Les Sims 4 Star Wars : Voyage sur Batuu.

Certains jeux vidéo font parfois de discrètes mentions aux attractions Star Wars. L'extension des Sims 4 intitulée Star Wars : Voyage sur Batuu, fait directement référence à la zone thématique Star Wars: Galaxy's Edge. Dans cette extension, les Sims évoluent sur la planète Batuu créée initialement pour l'histoire fictive de la zone thématique. Ils peuvent également visiter des lieux qui y sont présents tel que la Oga's Cantina, un restaurant de Galaxy's Edge. R-3X alias Rex y fait aussi une apparition, il s'agit du droïde disc jockey de la cantina et est l'ancien droïde pilote de Star Tours,,.

### Littérature
À l'occasion de l'ouverture de Star Wars: Galaxy's Edge à Disneyland et Disney's Hollywood Studios, plusieurs livres à destination des adultes et des enfants sont publiés. Parmi ceux-ci se trouvent deux romans : Galaxy's Edge: Black Spire et A Crash of Fate parus en 2019. Ces deux romans servent de préquels aux évènements se déroulant dans la zone thématique. Ils ont pour but de préparer le visiteur à sa venue dans Galaxy's Edge,. En plus de ces romans, deux recueils de nouvelles sont publiés : Myths & Fables et Dark Legends, parus respectivement en 2019 et 2020. Bien que liés à l'ouverture de la zone thématique, ceux-ci s'en détachent plus que les deux romans. En effet certaines nouvelles ne s'y déroulent pas,.

### Figurines et jouets
En 2019, Hasbro produit trois sets de figurines de personnages apparaissant dans la zone thématique Star Wars: Galaxy's Edge, ils font partie de la collection « Star Wars: The Black Series ». Le premier, intitulé « Smuggler's Run » contient Hondo Ohnaka, des porgs, Rey et Chewbacca. Le deuxième se nomme « Droid Depot » et contient C-3PO, R2-D2, BB-8 et DJ R-3X alias Rex, l'ancien pilote de Star Tours. Enfin le troisième set, qui s'intitule « The First Order », contient un stormtrooper, Kylo Ren, un droïde MSE et le commandant Pyre. En 2020, Hasbro continue de vendre certaines de ces figurines mais individuellement cette fois,,. La même année, Hasbro propose un coffret basé sur l'attraction Millennium Falcon: Smugglers Run, celui contient une réplique en miniature du Faucon Millenium ainsi que deux figurines, une de Chewbacca et une de Hondo Onaka.